# البلدة القديمة بالجريفة
البلدة القديمة بالجريفة هي إحدى البلدات الواقعة في إقليم الوشم بمنطقة الرياض وتعود نشأة الجريفة إلى زمن بعيد، رحل منها بنو هلال إلى بلدة العطار بسدير بين عامي 1078هـ و1136هـ تقريباً.

## الموقع
البلدة القديمة بالجريفة تقع في محافظة القصب وتقع بين إشيقر جنوباً وبين الداهنة شمالاً وتبعد عن الطريق الرابط بين الداهنة واشيقر حوالي 315م تقريباً.

## التاريخ
قال الأستاذ مانع التويم في أحد الدراسات، بدأها بدراسة الأحوال السياسية متضمنة النشأة وقيام البلدة وأحوالها الاقتصادية والاجتماعية والعلمية والحياة العمرانية وحاضر البلدة، واعتمد على الوصف من أفواه الرواة وعلى مصادر عربية قديمة ونجدية حديثة عدة.
تعود نشأة الجريفة إلى زمن بعيد، وقُدّر بإنها قائمة في عصر الإسلام، ومن ذلك ما ذكر في كتاب بلاد العرب، الذي يرجع إلى الربع الأول من القرن الثالث الهجري، بأن العكرشة والجرفة لبني عدي الرباب، وأشار محقق الكتاب إلى أن الجرفة صُغّرت بما يعرف حالياً بالجريفة، وأما العكرشة فهي روضة في الحمادة تقع غرب طويق، وتعرف هذه الروضة حالياً بروضة العكرشية وهي جنوب الجريفة.
وأما صاحب كتاب معجب البلدان فقد ذكر أن الجرفة موضع باليمامة من مياه عدي بن مناة بن أدّ، وقد علق على ذلك الأستاذ عبد الله بن خميس بقوله: (ولا أعلم موضعاً باليمامة يصدق عليه هذا سوى أن تكون الجريفة). ومما سبق يؤكد أن الجريفة في الربع الأول من القرن الثالث الهجري، ثم تكرر ذكرها في القرن السابع الهجري عندما أشار إليها ياقوت الحموي.
وبعد القرن السابع بخمسة قرون تقريباً نجد أن اسم هذه البلدة (الجرفة) قد صُغّر إلى الجريفة، وذلك في المصادر النجدية، ويرجع ذلك إلى قلة السكان مقارنة بمن سبقوهم، الذين امتد نفوذهم حتى وصل روضة العكرشية. وأقدم تاريخ للمصادر النجدية هو ما أشار إليه الشيخ عبد الله محمد البسام (ت 1246هـ) بأنه في عام 1071هـ صادف فرع من قبيلة عنزة غزو آل ظفير فأخذوهم وقتلوهم قرب الجريفة. وأشار أحمد المنقور في تاريخه عام 1104هـ إلى حصول وقعة بين الفضول وآل ظفير كما ذكرها النجدي أحمد الفاخري (ت 1277هـ)، لكنه لم يُسمِّ القبيلتين، واكتفى بذكر الواقعة، التي كانت قرب الجريفة؛ فُسمِّيت باسمها. ويشير الأطلس التاريخي للمملكة إلى أن بلدة الجريفة تقع على طريق بعض الحملات السعودية، سواء في فترتها الثانية أو في عهد الملك عبد العزيز وهي متجهة إلى بلدان القصيم والمجمعة أو القادمة إلى إقليم الوشم في طريقها للرياض.
ومن ذلك ما ذكره المؤرخ عثمان بن بشر في حوادث عام 1365هـ بأن الإمام فيصل بن تركي قد رحل من المجمعة بعد صلاة الظهر ونزل قرب الجريفة، ثم رحل منها ونزل أشيقر، ومنها إلى السّر، وكما نعلم أن إقليم الوشم كان من أوائل الأقاليم التي دخلت تحت طاعة الملك عبد العزيز - رحمه الله - سلماً.

## أمراء الجريفة[2]
1. محمد بن حسن بن وضاخ عام 1346هـ، حسب وثيقة الشيخ عبد الله أبابطين.
2. ابنه عبد الله الذي سُمّي تويم؛ لأن والده رُزق بتوم، توفي أحدهم، وعبد الله سُمّي (تويم).
3. عبد العزيز بن تويم عام 1345هـ.
4. عبد الله بن عبد العزيز بن تويم (لم يحدد له تاريخ).
5. سعد بن عبد العزيز بن تويم عام 1393هـ.
6. سليمان بن سعد بن تويم حتى توفي عام 1396هـ.

## البناء
تتخذ القرية في مخططها العام الشكل المستطيل تقريباً، وهي محاطة بسور مزود في أركانه بأبراج دفاعية مخروطية الشكل، تتسع في قاعدتها وتضيق في أعلاها لتعطي شكلاً يعبر عن القوة والمهابة والثبات. وأبنية البلدة متجاورة ومتماسكة يتخللها ممرات ضيقة، صارت اشبه بقلعة محصنة وبذلك تعبر عن الحالة التي كانت سائدة قبل توحيد المملكة من إنعدام الأمن. تتبع البلدة في أسلوب بنائها خصائص العمارة التقليدية في المنطقة الوسطى من المملكة، وتتماشى مع الظروف المناخية السائدة، وكذلك العادات والتقاليد المحافظة للسكان، وتتسم أبنيتها بالبساطة والبعد عن التكلف والتعقيد، حيث تتخذ الشكل المستطيل المنفتح إلى الداخل عن طريق فناء داخلي، تتوزع حوله العناصر المكونة للمنزل من مجلس الرجال وغرف النوم والمطبخ والروشن والمقلط والقبة والليوان والمخازن والخدمات وغيرها. تم إنشاء القرية من مواد بناء طبيعية محلية وفق ما هو متبع في العمارة النجدية، حيث يشكل الطين اللبن المادة الأساسية في بناء الجدران على قواعد من الحجر، ثم يتم تغطيتها بطبقة من الجص أو الطين، وتزين بعض الجدران خصوصاً غرف الضيوف بتشكيلات وزخارف جصية بأشكال نباتية وهندسية مميزة. يتم التسقيف بجذوع أشجار الأثل التي يفرش فوقها عسيب النخل، وتغطى بطبقة من الطين لتمنع تسرب مياه الأمطار. وحملت الأروقة وبعض الأسقف على أعمدة أسطوانية مؤلفة من قطع حجرية تعرف بالخرز.

### مكونات الموقع
- أساسات من الحجر.
- الحوائط مبنية في صورة مداميك من الطيين اللبن.
- المباني مغطاة بطبقة من اللياسة الخارجية.
- الأسقف خشبية مصنوعة من خشب الأثل المغطى بسعف النخيل.
- فتحات الشبابيك مستطيلة الشكل.
- تعلو فتحات الأبواب أعتاب خشبية لتحمل بقية الحائط.
- ارتفاع المباني من طابق واحد.[4]